# John Murray (Theologe, 1741)

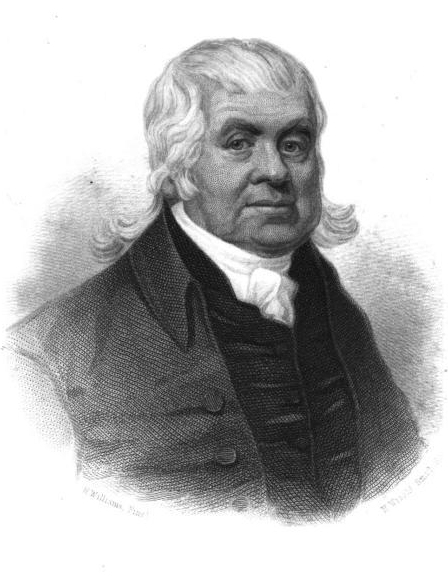
John Murray

John Murray (* 10. Dezember 1741 in Alton, Vereinigtes Königreich; † 3. September 1815 in Boston, Vereinigte Staaten) wird heute als Gründer der universalistischen Konfession in den Vereinigten Staaten angesehen. 

## Leben
Murray wurde 1741 in Alton im Süden Englands geboren. Sein Vater war anglikanisch und seine Mutter presbyterianisch (≈reformiert). 1751 siedelte die Familie in die Umgebung Corks im Süden Irlands um. Neun Jahre später kehrte Murray nach England zurück und schloss sich hier der Gemeinde des Predigers George Whitefield an, eines Mitbegründers des Methodismus. Später stieß er auf den walisischen Prediger James Relly, der mit dem Methodismus gebrochen und sich einer universalistischen Positionierung angenähert hatte. 1770 emigrierte Murray schließlich nach Nordamerika und begann dort im Sinne des Universalismus erste Predigten zu halten. Die ersten vier Jahre lebte er bei seinem Freund und Förderer Thomas Potter im Bundesstaat New Jersey. 1774 siedelte er nach Gloucester in Massachusetts über, wo er im gleichen die erste universalistische Gemeinde Nordamerikas begründete. Hier traf er auch seine spätere Frau Judith Sargent Murray. Obwohl er verdächtigt wurde als britischer Spion zu arbeiten, wurde Murray zu Beginn des Amerikanischen Unabhängigkeitskrieges 1775 zum Militärgeistlichen der amerikanischen Rhode Island Brigade von General George Washington. Andere Militärpfarrer forderten jedoch seine Abberufung, da er als Universalist nicht an die Existenz der Hölle glaubte. Im September 1785 nahm Murray an der ersten Universalist Convention in Oxford in Massachusetts teil. 1793 wurde er festangestellter Pfarrer der Universalist Society of Boston, wo er bis zu einer Lähmung bis Oktober 1809 wirkte. Murray starb schließlich am 3. September 1815 in Boston. 
In seinem theologischen Denken war Murray ganz dem universalistischen Gedanken der Allaussöhnung verhaftet. Die von den später mit den Universalisten verbundenen Unitariern abgewiesene Vorstellung einer Dreieinigkeit Gottes wurde von ihm jedoch nicht angezweifelt. Murray wirkte auch als Komponist und Autor zahlreicher geistlicher Lieder.